# Phyllis Fraser
Phyllis Cerf Wagner (nacida como Helen Brown Nichols; 13 de abril de 1916-24 de noviembre de 2006), también conocida como Phyllis Fraser, fue una socialité, escritora, editora y actriz estadounidense. Fue co-fundadora de Beginner Books.

## Primeros años
Fraser nació como Helen Brown Nichols en Kansas City, Misuri. Su madre era Verda Virginia Clendenin (née Owens), hija de Walter y Saphrona Owens (de soltera Ball), de ascendencia galesa. Sus dos tías maternas eran Jean Owens, esposa del actor de radio Vinton Hayworth (tío de Rita Hayworth), y Lela (Owens) McMath, madre de Ginger Rogers. Poco después de su nacimiento, su madre se trasladó a Oklahoma City, donde Fraser residió hasta los 16 años.

## Hollywood
A los 16 años, se fue a vivir con su tía Lela y su prima hermana Virginia, bailarina, a California. Allí, Virginia, que se había convertido en la actriz Ginger Rogers, ideó el nuevo nombre (profesional) de Helen y la introdujo en la escena de Hollywood. Entre 1932 y 1939, Phyllis Fraser apareció en varias películas, entre las que destacan Winds of the Wasteland (1936), con John Wayne, y Little Men (1934). En 1932, Fraser tuvo un papel, posteriormente eliminado, en la película de la RKO Thirteen Women. [cita requerida]

## Nueva York
En 1939 abandonó Hollywood y se trasladó a Nueva York para trabajar en el departamento de publicidad de McCann Erickson. Poco después de su llegada, Harold Ross, editor de The New Yorker, le presentó al magnate editorial y cofundador de Random House (y futuro panelista de What's My Line?) Bennett Cerf, con quien se casó el 17 de septiembre de 1940. Tuvieron dos hijos, Christopher Cerf, autor y compositor-liricista que ha contribuido con numerosas canciones de Sesame Street, y Jonathan Cerf, autor de Big Bird's Red Book y campeón mundial en 1980 del juego de mesa Othello. Escribió The ABC and Counting Book, un libro infantil, y cofundó Beginner Books, que es el sello editorial de Random House para niños pequeños, junto con Ted Geisel, más conocido como Dr. Seuss, y su esposa Helen Palmer Geisel. [cita requerida]
Tras la muerte de Cerf el 27 de agosto de 1971, se casó con el exalcalde de la ciudad de Nueva York Robert F. Wagner, Jr. el 30 de enero de 1975. Estuvieron casados hasta la muerte de Wagner, el 12 de febrero de 1991. Vivió durante la última mitad del siglo XX, con cada uno de sus maridos, en una casa adosada de cinco plantas en el 132 East 62nd Street. A pesar de una fachada poco distinguida, Denning & Fourcade se encargaron de la decoración. "Es acogedora y grandiosa al mismo tiempo, pero no es recargada", dijo el agente inmobiliario John Glass en 2007, cuando la casa estaba a la venta por 9,9 millones de dólares.

## Muerte
Fraser falleció el 24 de noviembre de 2006 en Nueva York, tras complicaciones derivadas de una caída. Tenía 90 años.